# Mnata
Mnata (geboren 738 - gestorven 804) was een mythische hertog van Bohemen.
Hij wordt beschreven in de Chronica Boemorum (Kroniek van Bohemen) geschreven door Cosmas van Praag.